# Josh Harris
Joshua Jordan Harris (29 de diciembre de 1964) es un inversionista de capital privado multimillonario estadounidense que cofundó Apollo Global Management, una de las firmas de inversión alternativa más grandes del mundo. Harris es el socio gerente de los Philadelphia 76ers de la National Basketball Association (NBA), los New Jersey Devils de la National Hockey League (NHL), los Washington Commanders de la National Football League (NFL), y es socio general de Crystal Palace de la Premier League.

## Infancia y educación
Harris nació en una familia judía el 29 de diciembre de 1964 y se crio en Chevy Chase, Maryland. Asistió a la escuela secundaria en The Field School en Washington D. C. . Harris se graduó summa cum laude con una licenciatura en economía de la Escuela Wharton de la Universidad de Pensilvania en 1986, y luego recibió su maestría en administración de empresas de la Escuela de Negocios de Harvard con una beca Baker Loeb. Luchó en la lucha libre universitaria.

## Carrera financiera
Comenzó a trabajar en el departamento de fusiones y adquisiciones de Drexel Burnham Lambert en 1986 y trabajó allí durante 2 años antes de irse para obtener su MBA en Harvard. Después de graduarse, trabajó inicialmente en Blackstone durante 2 meses antes de fundar Apollo Global Management con Leon Black y Marc Rowan en 1990.
Harris y Rowan fueron nombrados Buyout Pros of the Year en 2004 por BuyoutsInsider.com.
En 2008, Harris y sus socios de Apollo invirtieron $2 mil millones en LyondellBasell antes de declararse en bancarrota en 2009. Cuando Apollo vendió sus acciones en la compañía en 2013, obtuvieron una ganancia en papel de $ 9.6 mil millones, la ganancia más alta para una inversión de capital privado según Bloomberg.
Actualmente es uno de los tres socios gerentes de Apollo, junto con Black y Rowan. El papel de Harris incluye la supervisión de las operaciones diarias de la empresa. A partir de julio de 2020, su patrimonio neto estimado es de $ 4.7 mil millones.
En 2017, Harris se reunió con funcionarios de Trump para discutir problemas de infraestructura. En noviembre de ese año, Apollo Global Management prestó $184 millones a Kushner Companies . El portavoz de Apollo, Charles V. Zehren, declaró que Harris no estuvo involucrado en la decisión del préstamo de Kushner.
A fines del tercer trimestre de 2020, Harris y sus socios en Apollo informaron que la compañía tenía $ 433 mil millones en activos bajo administración.

## Carrera deportiva

### Philadelphia 76ers
Harris y David Blitzer de la firma de capital privado Blackstone Group son los cofundadores y socios gerentes de un grupo de inversión, Harris Blitzer Sports & Entertainment, que ganó una oferta de $280 millones para comprar los Philadelphia 76ers en 2011. La NBA aprobó formalmente el acuerdo el 13 de octubre de 2011.

### New Jersey Devils
El 15 de agosto de 2013, se anunció que HBSE, dirigida por Harris y su socio Blitzer, compró una participación mayoritaria en los New Jersey Devils de la NHL, que incluye los derechos para operar el Prudential Center en Newark, Nueva Jersey . Según los informes, la transacción fue por más de $320 millones.

### Crystal Palace
Se rumorea que Harris y Blitzer están interesados en comprar el Aston Villa de la Premier League, luego del anuncio de que Randy Lerner quería vender su parte del club. Luego se vinculó a Harris con la adquisición del Crystal Palace del sur de Londres, actualmente en la Premier League. Después de más de un año de negociaciones, Harris y Blitzer compraron cada uno una participación del 18% en Crystal Palace en diciembre de 2015, igualando la participación del presidente del equipo Steve Parish, y otorgando a los tres el control del club.

### Artículos de cartera adicionales
Harris y Blitzer, a través de Harris Blitzer Sports and Entertainment, también son propietarios de los Delaware Blue Coats de la G-League, los Binghamton Devils de la AHL, el equipo de deportes electrónicos, Dignitas of New Meta Entertainment, la firma de capital de riesgo de tecnología deportiva, HBSE Ventures, y la firma de marketing de eventos, hospitalidad y venta de entradas, Elevate Sports Ventures.
Harris también expresó interés en comprar el primer equipo de la NFL con sede en Londres. En junio de 2020, Bloomberg informó que Harris & Blitzer adquirió una participación de menos del 5% en los Pittsburgh Steelers de la NFL. Como parte de esta transacción, los dos se unieron al grupo de capital como inversores pasivos. La participación no formaba parte de su sociedad de cartera, Harris Blitzer Sports & Entertainment.

## Filantropía
Harris y su esposa Marjorie cofundaron Harris Philanthropies, anteriormente conocida como Harris Family Charitable Foundation, en 2014. Los objetivos declarados de la fundación son "mejorar las comunidades desatendidas, crear soluciones pioneras y promover la educación y el desarrollo del liderazgo".
Harris ha apoyado a After-School All-Stars y America SCORES, que ayudan a los jóvenes de bajos ingresos a combinar su amor por el atletismo con el éxito académico. En agosto de 2020, Harris y su esposa otorgaron una subvención de $2 millones a Bridgespan Group para lanzar Leading for Impact, un programa de liderazgo para servir a las organizaciones sin fines de lucro del área de Filadelfia .
En febrero de 2019, Harris y su esposa donaron $ 10 millones a su alma mater, Penn's Wharton School, para establecer el Programa de inversión alternativa Joshua J. Harris. Anteriormente, Harris estableció la Beca de la Familia Harris. En julio de 2018, la fundación familiar también donó $1 millón para apoyar el programa de lucha libre de Penn.
En 2015, Harris se comprometió a donar $3,5 millones durante 5 años a la Liga Atlética de la Policía de Filadelfia, una causa comprometida con ayudar a los niños de Filadelfia. Esta fue la donación más grande en la historia de la organización.

## Vida personal
Harris está casado con Marjorie Harris, tienen cinco hijos y viven en la ciudad de Nueva York . Harris es miembro de la junta de la Escuela de Negocios de Harvard y de la Junta de Supervisores de Wharton. En 2013, fue honrado por el Salón de la Fama de la Lucha Libre Nacional con el Premio Estadounidense Sobresaliente. Harris apoya regularmente a los equipos en los que participa, asiste a juegos y entrena y corre maratones.